# Meerland-Dynastie
Die 1. Meerland-Dynastie (bala ŠEŠ.ḪA(A) (Königsliste A) oder bala ŠEŠ.kù.ki (Liste B)) regierte den Süden des Zweistromlandes. Sie herrschte nach der babylonischen Königsliste A 368 Jahre. Die Heimatstadt der Dynastie war Uruku(g) oder Eʾuruku(g), vielleicht identisch mit dem modernen el-Hiba.
Die erste Meerland-Dynastie wird traditionell als 2. Dynastie von Babylon gezählt, obwohl sie die Stadt nie beherrschte.

## Geschichte
Der babylonische Herrscher Ili-ma-ilu gründete an der Küste des persischen Golfs die Meerland-Dynastie. In militärischen Auseinandersetzungen mit Šamšu-iluna folgten schwere Rückschläge. Damiq-ilišu verlor die zuvor eroberten Städte Uruk, Isin und Larsa an Ammī-ditāna (1683 bis 1647 v. Chr.). Gulkišar wurde eventuell nach der Eroberung durch Muršili I. kurzfristig babylonischer König. Die Herrschaft der Dynastie beendete vermutlich der kassitische Herrscher Agum III.
| Altbabylonisches Reich (Mittlere Chronologie: 1783 bis 1415 v. Chr.) |                   |             |
| Könige                                                               | Regierungszeit    | Bemerkungen |
| Ili-ma-ilu                                                           | 1783–1724 v. Chr. | 60 Jahre    |
| Itti-ili-nībī                                                        | 1723–1667 v. Chr. | 57 Jahre    |
| Damiq-ilišu                                                          | 1666–1641 v. Chr. | 26 Jahre    |
| Iškibal                                                              | 1640–1626 v. Chr. | 15 Jahre    |
| Šušši                                                                | 1625–1602 v. Chr. | 24 Jahre    |
| Gulkišar                                                             | 1601–1547 v. Chr. | 55 Jahre    |
| Išten                                                                | 1546–1535 v. Chr. | 12 Jahre    |
| Pešgaldarameš                                                        | 1534–1485 v. Chr. | 50 Jahre    |
| Ayadaragalama                                                        | 1484–1457 v. Chr. | 28 Jahre    |
| Akurduana                                                            | 1456–1431 v. Chr. | 26 Jahre    |
| Melamkura                                                            | 1430–1424 v. Chr. | 7 Jahre     |
| Ea-Gamil                                                             | 1423–1415 v. Chr. | 9 Jahre     |

## Zweite Dynastie des Meerlandes, Mittelbabylonisches Reich (1029–1006 v. Chr.)
- Simbar-šīpak 1029–1010
- Ea-mukīn-zēri 1010–1008
- Kaššû-nādin-aḫḫē 1008–1006

## Weitere Könige des Meerlandes
- Marduk-apla-iddina II. 722–710 v. Chr. und 702–701 v. Chr.
- Nabû-bēl-šumāti ?–648 v. Chr. (Enkel des Marduk-apla-iddina II.)